# Panticeu
Panticeu é uma comuna romena localizada no distrito de Cluj, na região histórica da Transilvânia. A comuna possui uma área de 90.29 km² e sua população era de 1870 habitantes segundo o censo de 2007.